# Spodnji Leskovec
Spodnji Leskovec je naselje v Občini Videm.